# بوبي سيمبسون
بوبي سيمبسون (بالإنجليزية: Bobby Simpson)‏ (15 سبتمبر 1915 في المملكة المتحدة - 13 يناير 1994 في المملكة المتحدة) هو لاعب كرة قدم بريطاني (وحمل سابقاً جنسية المملكة المتحدة لبريطانيا العظمى وأيرلندا) في مركز جناح ‏. لعب مع نادي هارتلبول يونايتد وStockton F.C. ‏ ووست أوكلاند تاون ‏ ودارلينجتون إف سى.